# 放學ICU兒童雙周刊
《放學ICU兒童雙周刊》，是香港的一本已停刊兒童雜誌，以6-12歲的學童作為銷售對象。2001年1月5日創刊時稱為《至NET小人類兒童雙周刊》，逢星期五發行之刊物，第105期2005年1月14日起隨著《至NET小人類》改為《放學ICU》而改名為《放學ICU兒童雙周刊》。
2006年4月6日發行第136期後，《放學ICU兒童雙周刊》宣布停刊。